# Kościół św. Siostry Faustyny Kowalskiej w Stuchowie
Kościół św. Siostry Faustyny Kowalskiej  – współczesny  kościół parafialny z 1998 roku, położony w Stuchowie, w województwie zachodniopomorskim, w powiecie kamieńskim, w gminie Świerzno. Jest kościołem parafialnym parafii św. Siostry Faustyny Kowalskiej.

## Opis
Wnętrze kościoła posiada strop, a nad wejściem znajduje się empora chórowa. W centralnym punkcie prezbiterium umieszczono duży obraz przedstawiający św. Faustynę Kowalską i Jezusa Miłosiernego, pod którym znajduje się tabernakulum ozdobione krzyżem i Chrystogramem. W kościele znajduje się także figura bł. Jana Pawła II, ubranego w papieski strój, z ferulą w lewej ręce, a prawą uniesioną w geście błogosławieństwa. Na ścianach umieszczono drewniane stacje drogi krzyżowej, a także obraz Jezusa Miłosiernego. Na dwóch słupach wiszą obrazy przedstawiające Najświętsze Serce Pana Jezusa oraz Niepokalane Serce Maryi .

## Historia
Kościół w Stuchowie został zbudowany w latach 1994–1998 na fundamentach rozebranej wcześniej świątyni. Kościół pod wezwaniem św. Siostry Faustyny został poświęcony 18 września 1998 roku przez biskupa Mariana B. Kruszyłowicza .